# Francia (Zeitschrift)
Die historische Fachzeitschrift Francia – Forschungen zur westeuropäischen Geschichte beschäftigt sich mit der Geschichte Westeuropas vom 4. Jahrhundert bis zur  Gegenwart, der Schwerpunkt liegt auf der gemeinsamen Geschichte von Deutschen und Franzosen bzw. deren Wechselwirkungen. Sie hat drei Abteilungen: Das Mittelalter, die Frühe Neuzeit und das 19./20. Jahrhundert. Neben fachwissenschaftlichen Artikeln werden vor allem Rezensionen veröffentlicht. Das zeitliche Spektrum reicht von der Archäologie des 4. Jahrhunderts bis zu den deutsch-französischen Beziehungen der Zeit nach dem Zweiten Weltkrieg, die Themenbereiche von der Wirtschafts-, Verfassungs- und Sozialgeschichte bis zur Geschichte der internationalen Beziehungen und der Kulturgeschichte. Auch die geschichtswissenschaftliche Methodendiskussion wird in Francia geführt.
Francia erscheint seit 1973. Mit Band 16 wurde die Francia in drei schmalere Teilbände aufgeteilt. Die Form wurde vom damaligen Direktor Horst Möller angeregt und hatte bis zum Band 34 im Jahr 2007 Bestand. Die Direktorin Gudrun Gersmann reagierte auf den medialen Wandel und ließ die Zeitschrift wieder in einem Band drucken. Seit Band 35 (2008) erscheint die Zeitschrift wieder einbändig. Die Rezensionen werden als „Francia-Recensio“ online über perspectivia.net und mittlerweile auch über die Universitätsbibliothek Heidelberg kostenfrei zur Verfügung gestellt. Die Artikel in der Francia werden nach einem Jahr auch über perspectivia.net und auch über die Universitätsbibliothek Heidelberg online kostenfrei zugänglich gemacht. Die Zeitschrift wird vom Deutschen Historischen Institut Paris herausgegeben. Die Artikel sind häufig in französischer Sprache, etwa ein Drittel ist auf Deutsch; einige sind auch auf Englisch. Zusammenfassungen in der jeweils anderen Sprache am Ende vieler Artikel erleichtern die Arbeit.